# Margaret Lawrence
Margaret Whittaker Lawrence (Filadelfia, 2 de agosto de 1889 – Nueva York, 9 de junio de 1929) fue una actriz de teatro estadounidense conocida por sus actuaciones en Broadway y otros lugares.

## Vida
Nació en Filadelfia, siendo hija de Sr y Sra. George Lawrence, Margaret Lawrence empezó a trabajar en Chicago en 1910, apareció en Nueva York en 1911 y protagonizó obras de Broadway como Wedding Bells (1919), Lawful Larceny (1922) y Secrets (1922), donde en la última también trabajo como diseñadora de vestuario. Lawrence era socialmente prominente, sirviendo en las juntas asesoras de varias organizaciones caritativas. También coleccionó obras de teatro antiguas, según se informa, una de las colecciones más completas de este tipo fue en Nueva York.
En 1911 se casó con Orson D. Munn, editor de Scientific American, con quien tuvo dos hijos. La pareja se divorció en 1922, y en 1924 se casó con el actor Wallace Eddinger. Eddinger murió en 1929, y el 9 de junio de ese mismo año, Margaret fue asesinada por el actor Louis Bennison en un asesinato-suicidio.
Fue enterrada en el Ivy Hill Cemetery en Filadelfia.